# Une femme étrange
Pour plus de détails, voir Fiche technique et Distribution.
Une femme étrange (Странная женщина) est un film soviétique réalisé par Youli Raizman, sorti en 1977,.

## Fiche technique
- Photographie : Naum Ardachnikov
- Musique : Roman Ledenev
- Décors : Gennadi Miasnikov